# Liechtensteiner Cup 2012/13
Der Liechtensteiner Cup 2012/13 war die 68. Austragung des Fussballpokalwettbewerbs der Herren in Liechtenstein. Der Wettbewerb wurde vom 21. August 2012 bis zum 1. Mai 2013 im K.-o.-System ohne Rückspiel ausgetragen. Der FC Vaduz konnte, nach der Finalniederlage im Vorjahr, wieder Pokalsieger werden und sicherte sich damit die Teilnahme an der Qualifikation zur UEFA-Europa League 2013/14.

## Teilnehmende Mannschaften
16 Mannschaften waren für den Wettbewerb gemeldet:
| - FC Vaduz - FC Vaduz II - FC Triesen - FC Triesen II - USV Eschen-Mauren - USV Eschen-Mauren II - USV Eschen-Mauren III | - FC Balzers - FC Balzers II - FC Balzers III - FC Triesenberg - FC Triesenberg II - FC Ruggell - FC Ruggell II - FC Schaan - FC Azzurri Schaan |

## 1. Vorrunde
Die 1. Vorrunde fand am 21. und 22. August 2012 statt.
| Datum            |                       | Ergebnis |                      |
| ---------------- | --------------------- | -------- | -------------------- |
| 21.08. 20:00 Uhr | FC Vaduz II           | 1:0      | FC Triesenberg II    |
| 22.08. 19:30 Uhr | USV Eschen-Mauren III | 0:5      | FC Ruggell           |
| 22.08. 20:00 Uhr | FC Ruggell II         | 5:0      | FC Triesen II        |
| 22.08. 20:00 Uhr | FC Balzers III        | 2:4      | USV Eschen-Mauren II |

## 2. Vorrunde
Die 2. Vorrunde fand vom 26. September bis zum 3. Oktober 2012 statt.
| Datum            |                      | Ergebnis |                   |
| ---------------- | -------------------- | -------- | ----------------- |
| 26.09. 20:00 Uhr | USV Eschen-Mauren II | 1:4      | FC Schaan         |
| 26.09. 20:00 Uhr | FC Ruggell           | 5:3      | FC Azzurri Schaan |
| 02.10. 20:00 Uhr | FC Vaduz II          | 0:3      | FC Ruggell II     |
| 03.10. 20:00 Uhr | FC Triesen           | 2:1      | FC Balzers II     |

## Viertelfinale
Das Viertelfinale wurde am 6. und 7. November 2012 ausgetragen.
| Datum            |               | Ergebnis |                   |
| ---------------- | ------------- | -------- | ----------------- |
| 06.11. 20:00 Uhr | FC Ruggell II | 0:5      | FC Triesenberg    |
| 07.11. 20:00 Uhr | FC Ruggell    | 0:2      | FC Balzers        |
| 07.11. 20:00 Uhr | FC Schaan     | 0:3      | FC Vaduz          |
| 07.11. 20:00 Uhr | FC Triesen    | 0:5      | USV Eschen-Mauren |

## Halbfinale
Das Halbfinale fand am 30. März und 17. April 2013 statt.
| Datum            |                   | Ergebnis |                |
| ---------------- | ----------------- | -------- | -------------- |
| 30.03. 17:00 Uhr | FC Balzers        | 2:0      | FC Triesenberg |
| 17.04. 19:00 Uhr | USV Eschen-Mauren | 0:2      | FC Vaduz       |

## Finale
Das Cupfinale fand am 1. Mai 2013 im Rheinpark-Stadion Vaduz statt.
| Datum  |          | Ergebnis              |            |
| ------ | -------- | --------------------- | ---------- |
| 01.05. | FC Vaduz | 1:1 n. V. (3:0 i. E.) | FC Balzers |